# Naarda nodariodes
Naarda nodariodes là một loài bướm đêm trong họ Noctuidae.